# 우리사이느은
《우리사이느은》은 한국 웹툰 작가 이연지가 레진코믹스에 비정기로 연재했던 장편 만화다. 친한 친구 사이인 도가영과 한우진의 애매한 관계를 다룬 캠퍼스 로맨스 이야기이다.
고등학교 때부터 친하게 지내던 도가영과 한우진의 미묘한 관계 변화가 만화의 주요 핵심이다. 레진코믹스에서 《우리사이느은》은 조회수 1억을 돌파한 웹툰으로 가장 높은 조회수를 보유하고 있다. 드라마로 제작이 확정되어 2018년에 방영 예정이다.

## 등장인물

### 주요인물
- 도가영

무슨대학교 영상학과 3학년이다. 고등학교 입학 전에는 사람을 대하는 것에 두려움이 있었지만, 과외에서 처음 만난 한우진과 고등학교에 올라와서 친해지고 나서 낯을 덜 가리게 되었다. 주변에서 한우진을 보고 남자친구 아니냐고 물을 때마다 그냥 친구라고 답하며 늘 겪는 상황에 지겹다고 생각한다. 한우진이 제대하고 나서 3학년 1학기 개강파티 이후로 한우진을 볼 때마다 이전과는 다른 감정을 느끼기 시작한다.
- 한우진

밝은 성격에 친화력 좋고 훈훈한 외모를 가진 무슨대학교 영문학과 1학년. 고등학교 입학 전에는 그다지 밝지 않은 성격이었고 과외 때 처음 만난 도가영을 꺼려했다. 하지만 고등학교 올라오고 나서 도가영을 살뜰히 챙겨주면서 스스럼없이 지낼 정도로 친해졌다. 수능 시험을 치르고 성적에 비관한 나머지 군입대를 신청한 바람에 무슨대학교에 입학하자마자 바로 입대를 했다. 제대하고 같이 다닐 동기가 없어 외로워하며 도가영과 같이 다니며 옆에서 은근히 잘 챙겨준다. 오유진에게 호감을 느끼고 있다.
- 오유진

도가영과 같은 영상학과인 친한 친구. 대학교 OT 때 친해져 쭉 우정을 이어오고 있다. 발랄하고 귀엽고 애교 많은 성격.도가영을 많이 좋아하고 의지를 많이 한다. 초반에는 복학생 선배의 생일 기념 술자리에서 자신에게 화를 냈었던 한우진을 무서워하지만, 시간이 지날수록 호감을 느끼고 관심을 갖는다. 오랫동안 만난 남자친구인 이민훈과 자주 싸우면서 그와의 관계에 서서히 지쳐간다.
- 최찬희

대학 내에서 인기 많았던 훈남 선배. 조용하지만 수줍움을 잘 타는 성격. 도가영을 OT 때 처음 보고 반했지만, 한우진을 도가영의 남자친구로 오해해 고백도 하지 못하고 오랫동안 주변을 배회했다. 졸업식 이후로 도가영을 향한 마음을 묻어뒀다. 여름방학 때 자신이 일하는 제작사에 실무교육생으로 온 가영과 재회한 뒤 함께 일하면서 다시 마음을 키운다.

### 주변인물
- 강애리

도가영과 오유진과 함께 다니는 영상학과 3학년이다. 반수를 해서 1년 늦게 대학에 입학했다. 시원스럽고 호탕한 성격이다.
- 문오형

무슨대학교 영상학과 5학년. 느긋하고 여유로운 성격에 눈치가 빨라 도가영과 한우진의 관계의 미묘함을 재빨리 알아챈다. 연서복인 친구 최찬희의 짝사랑을 도와준다.
- 이구영

무슨대학교 영상학과 5학년. 졸업을 못해 걸어다니는 화석이다. 도가영의 같은 학과 선배며 질 낮은 말을 자주하는 편이라 평판이 좋지 않다. 우진과 크게 다툰 적이 있다.
- 이민훈

오유진의 2년 가까이 사귄 남자친구다. 무심하고 만사를 귀찮아하는 성격이다. 오유진과 데이트를 할 때 덥수룩한 머리에 후줄근한 차림인 상태로 나가며 자주 다툰다.